# Фукс, Джейсон
Дже́йсон А́йзек Фукс (англ. Jason Isaac Fuchs; род. 5 марта 1986, Нью-Йорк, Нью-Йорк, США) — американский киноактёр и сценарист. Наиболее известные его работы — «Ледниковый период 4: Континентальный дрейф» (2012), «Пэн: Путешествие в Нетландию» (2015) и «Чудо-женщина» (2017). Также известен по роли Лоуренса Грея в сериале-триллере Fox «Перерождение». В январе 2015 года Фукс был включён в список Forbes 30 Under 30.
Фильмы по его сценариям в общей сумме собрали в мировом прокате более 1,9 млрд долларов.

## Ранняя жизнь
Джейсон Фукс родился в Нью-Йорке в еврейской семье (по отцовской линии — хасидской). В 2009 году поступил в Колумбийский университет и окончил его по специальности «киноведение».

## Карьера
Джейсон Фукс актёрствует с семи лет, дебютировав в спектакле Линкольн-центра «Эйб Линкольн в Иллинойсе» с Сэмом Уотерстоном. Фукс также снимался в сериалах «Косби», «Клан Сопрано», «The Beat», «Закон и порядок: Преступное намерение», «Закон и порядок: Специальный корпус», «Эд» и «Все мои дети». Его первая роль в художественном фильме — Марвин (в «Флиппере» 1996 года). В 1998 году Джейсон снялся в двух фильмах, «Луис и Фрэнк» и «Мафия!». Также Фукс сыграл в фильме 2003 года «Убойный молот».
В 2004 году Джейсон Фукс снялся в фильме «Зимнее солнцестояние», а уже в 2006-м написал сценарий, спродюсировал и сыграл в короткометражном фильме «Pitch», премьера которого состоялась на Каннском кинофестивале 2006 года. Затем он исполнил роль Леона Циммермана в картине «Святые роллеры», созданной по мотивам реальных событий конца девяностых годов, когда евреи-хасиды были завербованы в наркоторговлю.
В 2012 году на канале Nickelodeon транслировался телефильм-мюзикл Фукса «Лохмотья», представляющий собой ревизионистскую интерпретацию сказки о Золушке; авторы сценария — Фукс, Хилари Галаной и Элизабет Хакетт, режиссёр — Билле Вудрафф, в главных ролях — Кеке Палмер и Макс Шнайдер. Картину посмотрели 3,5 миллиона зрителей.
В том же году Фукс написал сценарий для анимационного фильма «Ледниковый период 4: Континентальный дрейф». Несмотря на неоднозначные оценки кинокритиков, лента собрала в прокате 877 миллионов долларов и вошла в пятёрку самых кассовых фильмов 2012 года, а также числилась на тот момент самым кассовым анимационным фильмом в истории.
Сценарий Джейсона Фукса к фильму «Пэн: Путешествие в Нетландию» в 2013 году вошёл в Чёрный список лучших сценариев Голливуда, а в 2015 году по нему был снят фильм, который провалился в прокате и был разгромлен критиками.
Совместно с Заком Снайдером и Алланом Хейнбергом Фукс написал сценарий к фильму «Чудо-женщина» 2017 года. В 2016 году Warner Bros. поручила Фуксу написать сценарий для художественного фильма о Лобо и фильма «Minecraft в кино» — экранизации одноимённой компьютерной игры. К августу 2018 года над сценарием «Майнкрафта» он больше не работал.
В 2019 году исполнил роль Лоуренса Грея в сериале Fox «Перерождение».
В ноябре 2022 года Джейсон стал одним из шоураннеров «Оно: Добро пожаловать в Дерри» — сериала-приквела к фильмам ужасов «Оно» и «Оно 2».

## Награды и номинации
- 2018: Премия «Спутник» за лучший адаптированный сценарий («Чудо-женщина»; номинация)
- 2018: USC Scripter Awards[англ.] («Чудо-женщина»; номинация)
- 2018: Премия «Сатурн» за лучший сценарий («Чудо-женщина»; номинация)
- 2018: Премия «Хьюго» за лучшую постановку («Чудо-женщина»; победа)
- 2019/2020: Премия «Сатурн» за лучший фильм ужасов («Оно 2»; номинация)

## Фильмография

### Фильмы

#### Актёр
| Год  | Название             | Роль            | Примечания             |
| ---- | -------------------- | --------------- | ---------------------- |
| 1996 | Флиппер              | Марвин          |                        |
| 1998 | Луис и Фрэнк         | Луис-младший    |                        |
| 1998 | Мафия!               | Винченцо        |                        |
| 2000 | Дом с привидениями   | Юрий            |                        |
| 2003 | Убойный молот        | подросток-хасид |                        |
| 2004 | Зимнее солнцестояние | Боб             |                        |
| 2006 | Pitch                | Джейсон         | короткометражный фильм |
| 2010 | Святые роллеры       | Леон Циммерман  |                        |
| 2010 | Светлячок и невеста  | Брат            |                        |
| 2016 | Ла-Ла Ленд           | Карло           |                        |
| 2019 | Оно 2                | менеджер Ричи   |                        |
| 2024 | Аргайл: Супершпион   | модератор       |                        |

#### Сценарист, продюсер
| Год  | Название                                   | Сценарист    | Продюсер       | Примечания             |
| ---- | ------------------------------------------ | ------------ | -------------- | ---------------------- |
| 2006 | Pitch                                      | Да           | Да             | короткометражный фильм |
| 2012 | Ледниковый период 4: Континентальный дрейф | Да           | Нет            |                        |
| 2012 | Лохмотья                                   | Да           | Нет            | телефильм              |
| 2015 | Пэн: Путешествие в Нетландию               | Да           | Нет            |                        |
| 2017 | Чудо-женщина                               | Автор сюжета | Нет            |                        |
| 2018 | Ремнант: Всё ещё вижу тебя                 | Да           | Исполнительный |                        |
| 2019 | Оно 2                                      | Нет          | Сопродюсер     |                        |
| 2024 | Аргайл: Супершпион                         | Да           | Да             |                        |

### Сериалы
Актёр
| Год  | Название                              | Роль                        | Примечания           |
| ---- | ------------------------------------- | --------------------------- | -------------------- |
| 1998 | Косби                                 | Дэвид                       |                      |
| 2000 | Клан Сопрано                          | младший Сонтаг              | серия «Коммендатори» |
| 2000 | The Beat                              | Джошуа Мейервиц             |                      |
| 2002 | Закон и порядок: Преступное намерение | Рики Фельдман               |                      |
| 2002 | Закон и порядок: Специальный корпус   | Ник Радсен                  |                      |
| 2003 | Филмор!                               | Джонни Невада (озвучивание) |                      |
| 2003 | Эд                                    | Уэсли Стаут                 |                      |
| 2005 | Все мои дети                          | молодой Райан               | 2 серии              |
| 2019 | Перерождение                          | Лоуренс Грей                | 6 серий              |

Сценарист, шоураннер
- Оно: Добро пожаловать в Дерри (2025)

### Игры
| Год  | Название            | Роль                                       |
| ---- | ------------------- | ------------------------------------------ |
| 2004 | Red Dead Revolver   | Билли Кугар / Джоди / Молодой Рыжий Харлоу |
| 2006 | Bully               | Бо                                         |
| 2008 | Grand Theft Auto IV | толпа в Либерти-Сити                       |